# 깎은 정사면체
| 깎은 정사면체                         | 깎은 정사면체                     |
| ------------------------------------- | --------------------------------- |
| (클릭해서 회전하는 모델을 볼 수 있다) |                                   |
| 종류                                  | 아르키메데스의 다면체 고른 다면체 |
| 성분                                  | F = 8, E = 18, V = 12 (χ = 2)     |
| 면의 수{변의 수}                      | 4{3}+4{6}                         |
| 콘웨이 표기법                         | tT                                |
| 슐레플리 기호                         | t{3,3} = h2{4,3}                  |
| 슐레플리 기호                         | t0,1{3,3}                         |
| 위토프 기호                           | 2 3 \| 3                          |
| 콕서터 다이어그램                     | =                                 |
| 대칭군                                | Td, A3, [3,3], (*332), 24차       |
| 회전군                                | T, [3,3]+, (332), 12차            |
| 이면각                                | 3-6: 109°28′16′ 6-6: 70°31′44″    |
| 참조                                  | U02, C16, W6                      |
| 특성                                  | 반정다면체 볼록                   |
| 색칠된 면                             | 3.6.6 (꼭짓점 도형)               |
| 삼방사면체 (쌍대다면체)               | 전개도                            |

깎은 정사면체는 정사면체와 정팔면체의 중간이다. 면의 수는 8개이고 모서리의 수는 18개, 꼭짓점의 수는 12개이다.
또 깎은 정사면체 부분의 면이 각각 정육각형으로 나오고 꼭짓점을 자른 부분은 각각 정삼각형의 면이 나온다. 그 이유는 원래 있었던 면을 깎으면 꼭짓점의 수가 두 배가 되고 깎은 부분은 면이 모인 수만큼의 꼭짓점을 가진 정다각형이 나오기 때문이다.

## 공식
한 모서리의 길이가 {\displaystyle a}인 깎은 정사면체의 겉넓이 {\displaystyle A}와 부피 {\displaystyle V}는 다음과 같다.
{\displaystyle A=7{\sqrt {3}}a^{2}}
{\displaystyle V={\frac {23{\sqrt {2}}}{12}}a^{3}}

## 같이 보기
- 팔면체